# تاکیکاوا، هوکایدو
تاکیکاوا در استان هوکایدو در کشور ژاپن واقع شده‌است که دارای جمعیت ۴۴٬۸۹۵ نفر و مساحت ۱۱۵٫۸۲ کیلومتر مربع با تراکم جمعیت ۳۸۸ نفر در کیلومترمربع است و در تاریخ ۱ ژوئیه ۱۹۵۸ به عنوان شهر شناخته شد.